# Burrrn
Burrrn ist ein Brennprogramm, das speziell zum Erstellen von Audio-CDs mit CD-Text dient. Als Quelldateien für die CD können folgende Formate verwendet werden:
WAV, MP3, MPC, Ogg Vorbis, AAC, MP4, Monkey’s Audio, FLAC, OFR, WavPack, True Audio
Burrrn liefert Unterstützung der Playlistformate M3U, PLS, FPL und Cuesheets. Mit Hilfe dieser können die einzelnen Titel eines CD-Images bearbeitet und automatisch auf CD gebrannt werden. Es ist also nicht nötig, die einzelnen Formate vor dem Brennen zu konvertieren. Es werden zudem die Tags aller lesbaren Formate unterstützt. Burrrn nutzt dabei auch die ReplayGain-Einstellungen zur Anpassung der Lautstärke bei der Kompilationen.
Auch wird die unterbrechungsfreie Wiedergabe unterstützt (Gapless Playback), d. h. zwischen den einzelnen Tracks entstehen keine Lücken (Voraussetzung ist natürlich, dass auch das Quellformat dies unterstützt). Auch für das MP3-Format, welches eigentlich nicht dafür konzipiert wurde, ist Unterstützung implementiert, wenn dieses mit LAME encodiert wurde.
Burrrn steht in zahlreichen Sprachen zur Verfügung, unter anderem auch in Deutsch.
Zum eigentlichen Brennen benutzt Burrrn Cdrdao.

## Rezeption
Burrrn wurde in der c’t Ausgabe 4/2009 besprochen und befand sich dort auch in der Beigabe Software-Kollektion 4/2009.
In der PCgo wurde die Software bereits 2007 besprochen.
Die netzwelt stellt ein Tutorial für Burrrn bereit.